# 雒邑
雒邑，又作洛邑，別稱成周，中國古地名，在今洛阳市。
西周周成王時，周公建成雒邑（今瀍河两岸），又称成周。西周时期的城址，有双城说、包摄说、一城说等不同见解。双城说认为彼时有瀍河西岸的王城和东岸的成周两座城市。包摄说，则认为周公所营建的仍为两城，但统称为成周（“成周乃东都总名”），王城或为成周的一部分（“王城即成周之内城”）。一城说，指当时只建有一座城，成周、王城、洛邑均为该城的不同名字。
西周灭亡后，周平王东迁成周，从此又称王城。周敬王前510年修筑新都（今洛阳白马寺以东），新城沿用「成周」之名，俗稱「東周」；旧城称为「王城」，俗稱「西周」。

## 沿革
武王克殷后，回师途中在“管”停留，然后向西至“洛”，计划在伊水、洛水一带的夏人故地建设新城洛邑。周人的势力中心丰镐偏处西方，这座河洛之间的新城可以加强对东方殷人残余势力的控制，但两年后周武王即去世，继位的成王年幼，由武王弟周公摄政，不滿的管叔、蔡叔等諸侯們随即發動了三监之乱，建城的计划暂时搁置了，周公东征平乱后，才得以建成洛邑。《尚书》记载了周公、召公营建成周的经过。召公占卜选定了城址，周公于成王五年开始营建，历时约一年基本建成。
洛邑建成后，周公将殷人迁移至此，并驻扎军队进行軍政統治與殖民。此时洛邑又称为“新邑”、“新邑洛”、“新大邑”、“新国洛”等。等到成王成年亲政自行政權，在洛邑行祭祀，因此洛邑从此又称为“成周”（一说在平王东迁后才有成周之称）。
西周受到犬戎的侵略灭亡之后，周平王迁都于成周，从此成周又称王城。前516年周敬王即位，因王城内王子朝势大，迁居到过去殷民居处之地。後因王子朝之乱，晋国率诸侯為周敬王于前510年修筑新都，位于今洛阳白马寺以东。新城沿用「成周」之名，俗稱「東周國」；旧城称为「王城」，俗稱「西周國」。从此成周与王城分为两地，但都在今日洛陽市附近。到周赧王时，周王才迁回王城旧都。
秦灭东周后，改成周为洛阳，为叄川郡郡治，改王城为河南县治。此后成周逐渐扩建为汉雒阳城。隋炀帝时迁两城居民于新建的东都城，两城宣告废弃。

## 外部來源
- 李学勤，中国大百科全书·中国历史·成周
- 李民，雒邑、成周与王城补述，中州学刊，1991年，第2期
- 梁云，成周与王城考辨，考古与文物，2002年，第5期